# Millettia zechiana
Millettia zechiana är en ärtväxtart som beskrevs av Hermann August Theodor Harms. Millettia zechiana ingår i släktet Millettia och familjen ärtväxter. IUCN kategoriserar arten globalt som livskraftig. Inga underarter finns listade i Catalogue of Life.